# Corrupção no Mali
Corrupção no Mali é uma preocupação crítica para a nação africana, já que está agora profundamente enraizada nas instituições do país, afetando gravemente sua estabilidade e desenvolvimento. Apesar do aumento do PIB devido à produção próspera de algodão, atividades extrativas e produção industrial de ouro, uma parte significativa da população do Mali vive em extrema pobreza, o que é atribuído em parte às práticas corruptas.

## Corrupção no setor público
A corrupção é particularmente acentuada no setor público do Mali, abrangendo desde a administração pública até as forças armadas. Como resultado, seu impacto é amplo. Ela tem enfraquecido a governança eficaz e corroído a confiança pública, contribuindo para o subdesenvolvimento, a instabilidade social e uma crise de segurança em curso. Casos comuns de corrupção incluem suborno, desvio de verbas e nepotismo.
Um exemplo recente de corrupção em aquisições governamentais foi o escândalo de 2014 envolvendo a compra de equipamentos para o exército do Mali e de um jato presidencial. Altos funcionários foram acusados de má gestão de fundos e de adquirir grandes quantidades de armamentos sem licitações prévias. Relatórios sobre o escândalo revelaram uma cultura mais ampla de má gestão financeira no setor de defesa.
Em maio de 2021, altos funcionários — incluindo o ex-Ministro da Segurança e Proteção Civil e o ex-Chefe do Estado-Maior do Exército, General Moussa M’Bemba Keita, além do ex-Diretor de Material, Combustível e Transporte do Exército, General Moustapha Drabo — foram presos junto a outros oficiais pelo Supremo Tribunal. Esses funcionários foram acusados de desvio de fundos públicos, corrupção, abuso de influência e favoritismo. A grave corrupção nas forças armadas contribui diretamente para as persistentes vulnerabilidades de segurança da nação.

### Crises de segurança
Em 2012, os tuaregues lançaram sua quarta rebelião, o que provocou uma crise de segurança. O conflito foi motivado por queixas históricas, incluindo marginalização, negligência econômica e repressão. A incapacidade das forças armadas de conter a rebelião deveu-se à corrupção, à falta de recursos e à má coordenação. Isso criou um vácuo de poder que encorajou as ações de grupos armados e jihadistas.
Explorando as vulnerabilidades do governo, grupos armados iniciaram campanhas para se apresentarem como alternativas viáveis de governança. Facções terroristas agravaram ainda mais a instabilidade, provocando uma escalada da violência que levou o Mali à beira de uma guerra civil. Em 2023, a violência contra civis aumentou 38%, sendo os principais responsáveis por essas atrocidades as forças estatais, rebeldes e grupos armados.

## Mineração e corrupção
À medida que a indústria de mineração também se tornou uma importante fonte de receita para o Mali, ela passou a ser vulnerável à corrupção. Um caso notável é o escândalo de 2014 envolvendo a Société des Mines de Loulo (SOMILO), uma subsidiária da Randgold Resources. Investigações revelaram que funcionários haviam aceitado subornos para conceder licenças e concessões de mineração, resultando em perdas financeiras significativas para o país. O setor de mineração do Mali, dominado por empresas estrangeiras, também vem sendo cada vez mais alvo de escrutínio por parte da junta militar do país. Por exemplo, executivos da mineradora australiana Resolute Mining foram presos e acusados de falsificação e danos ao patrimônio público em 2024.

## Setor de saúde
A má gestão de fundos públicos no setor de saúde foi evidenciada em 2018, quando milhões de dólares foram desviados por funcionários do Ministério da Saúde. Isso afetou a prestação de serviços de saúde, especialmente em áreas rurais onde esses serviços já são escassos. A indignação pública e a cooperação com organizações internacionais levaram à responsabilização judicial dos envolvidos. Esse problema já havia sido apontado anteriormente, quando vários funcionários do ministério foram presos por fraude envolvendo o uso indevido de recursos do Fundo Global destinados aos programas de combate à tuberculose e à malária no Mali. Antes da divulgação da auditoria, o então ministro da saúde renunciou abruptamente.
A ajuda humanitária também é vulnerável à corrupção. O conflito em curso no Mali continua a deslocar pessoas. Devido à corrupção, particularmente dentro do aparato de segurança, a ajuda humanitária não chega aos refugiados, e as Nações Unidas têm documentado muitos desses incidentes. Doadores estrangeiros também estão retirando projetos das mãos do governo por causa da corrupção.

## Crime organizado
No Mali, há uma interseção entre corrupção e crime organizado. A região norte do país faz parte de uma zona na África Ocidental dominada pelo crime organizado transnacional. Além de seu papel no tráfico de cocaína, a região serve como rota de trânsito para o tráfico de migrantes. O Escritório das Nações Unidas sobre Drogas e Crime identificou a cidade de Gao como um dos principais pontos de embarque de migrantes. Segundo a Global Initiative, representantes do Estado podem ou não estar atuando sob influência de atores criminosos e têm pouco incentivo para combater essas atividades ilegais. Relatórios indicam que autoridades governamentais estão envolvidas em diversas atividades ilícitas, incluindo o tráfico humano e o tráfico de drogas.
Há também o caso de grupos armados não estatais e suas atividades, o que evidencia o impacto da corrupção. Um exemplo é o Grupo Wagner, uma organização paramilitar patrocinada pela Rússia que frequentemente opera em conjunto com as Forças Armadas do Mali. Suas operações no país têm sido caracterizadas como um “pacote de sobrevivência do regime”, que oferece proteção contra possíveis levantes e outras ameaças à segurança, como as representadas por grupos jihadistas. A presença dessa força de segurança privada levantou preocupações em relação à corrupção no Mali. A falta de transparência e de prestação de contas quanto aos seus acordos financeiros, além da ausência de supervisão militar, tem sido apontada como uma oportunidade para práticas corruptas.
O Grupo Wagner também está envolvido em casos de assassinatos em massa e abusos durante operações de contraterrorismo, conforme relatado pela Human Rights Watch e pelo Departamento de Estado dos EUA. Isso foi demonstrado no chamado incidente de “Moura”. Segundo a Human Rights Watch, forças armadas do Mali e soldados estrangeiros associados, identificados como russos, executaram cerca de 300 civis na cidade de Moura. Uma reportagem da Reuters estimou que até 500 pessoas foram mortas. Algumas dessas vítimas eram suspeitas de ligação com grupos islamistas.

## Impacto
O substancial déficit orçamentário do Mali e a falta de capacidades do Estado têm afetado a oferta de redes de proteção social. Isso é evidente na medida em que a população do país tem recorrido cada vez mais a atores não estatais e instituições paralelas para acessar serviços públicos essenciais, devido à incapacidade do governo em fornecer serviços básicos. A corrupção também tem contribuído para o agravamento da instabilidade e dos problemas de segurança no Mali. Embora esse fator seja apenas uma das variáveis que permitem a persistência de conflitos no país, ele alimenta ressentimentos e alienação, fomentando disputas entre determinados grupos.
Observa-se que os mecanismos instituídos para prevenir ou enfrentar a corrupção no Mali não são suficientemente robustos para resistir a práticas corruptas, sendo essa fragilidade agravada por instituições fracas e recursos inadequados. Outros fatores que explicam o fracasso das iniciativas anticorrupção incluem a percepção da corrupção como um problema técnico e insignificante, em vez de uma questão política ligada à distribuição de poder.

## Classificações internacionais
No Índice de Percepção da Corrupção de 2024 da Transparency International, o Mali obteve uma pontuação de 27 em uma escala de 0 ("altamente corrupto") a 100 ("muito íntegro"). Com essa pontuação, o país ficou na 135ª posição entre os 180 países avaliados, sendo que a primeira colocação corresponde ao país com o setor público percebido como mais honesto.
Em comparação com os países da África Subsaariana, a melhor pontuação registrada foi 72, a média foi 33 e a pior, 8. No panorama global, a melhor pontuação foi 90 (1º lugar), a média foi 43 e a pior, 8 (180º lugar).